# Alapy Gáspár (bán)
Nagykemléki Alapy Gáspár (XVI. század első negyede/1530 körül – 1584. április 4., Vukovina) horvát-szlavón és dalmát bán volt (1574-1578).

## Származása és élete
Az apja Alapy János (?-?), az édesanyja Zrínyi Margit (?-?); Zrínyi III. Miklósnak (1488/1489-1534) a leánya, és Zrínyi IV. Miklósnak (1508 körül-1566), a szigetvári hősnek a testvére.
Alapy Gáspár a nagybátyját szolgálva katonáskodott, Zrínyi Miklós, mint szigetvári várkapitány, 1566-ban, az unokaöccsét a helyettesévé tette, vicekapitánynak nevezte ki.
A Bécs elfoglalásának tervét fel nem adó, I. (Nagy, avagy Törvényhozó) Szulejmán (1494-1566) oszmán szultán 1566-ban vezette az utolsó hadjáratát Magyarországra. A törökök nem kívánták Szigetvárt maguk mögött hagyni, és 1566. augusztus 6-án megkezdték Szigetvár ostromát. Nem sokkal az ostrom megkezdése előtt, Alapy Gáspár azzal hívta fel magára a figyelmet, hogy a parancsnoksága alatti csapattal, Siklós előtt, legyőzött egy török egységet, ez is közrejátszott abban, hogy a szultán Szigetvár ellen fordult.
Bár I. Szulejmán szultán, 1566. szeptember 6-án elhunyt, a törökök nem adták fel a harcot. Másnap, szeptember 7-én, a kilátástalan helyzetben lévő, megfogyatkozott védők, élükön Zrínyi Miklóssal, a várból kitörve, hősi halált haltak, és Szigetvár a törökök kezébe került.
Alapy Gáspár azon kevesek közé tartózott, akik túlélték az ostromot, a törökök foglyul ejtették őt, de az unokatestvére, Zrínyi IV. György (1549-1603) kiváltotta.
Később is résztvett a török hódítók elleni védekezésben, 1573 és 1574 között kanizsai végvidéki főkapitány volt, de belháborúkban is harcolt:
Draskovich György (1525-1587) főpap, horvát-dalmát és szlavón bán (1567-1578) őt bízta meg az 1572. januárban kirobbant horvát parasztfelkelés leverésével. Alapy, 1573. februárban, le is győzte a felkelőket, akiknek a vezérét, Gubecz Mátét (1538?-1573), kegyetlenül kivégezték.
1574. októberben lett horvát-dalmát és szlavón bán,1577-ig; azonban a bánt terhelő közigazgatási és igazságszolgáltatási feladatokat továbbra is Draskovich György látta el, így Alapy báni helytartónak tekinthető, de a bán kötelezettségei közé tartozó katonai teendőket teljes mértékben ellátta, ugyanis 1574 és 1577 között, Kulpa-menti végvidéki főkapitány volt.
A báni és a főkapitányi tisztségét, ténylegesen, 1578 elején adta át az új bánnak, Ungnad Kristóf (?-1587) bárónak.
Alapy gyermektelenül hunyt el, végakaratának megfelelően, az apja mellé temették el, a zágrábremetei (remetei, avagy máriaremetei) pálos kolostorban.
Szántó György (1893-1961) író népszerű, „Az Alapiak kincse" című regényének az egyik főszereplője Alapy Gáspár, az egykori szigetvári vicekapitány.

## Szépirodalom
- Szántó György: Az Alapiak kincse, regény, Móra Könyvkiadó, Budapest, 1966